# Haryana
Haryana (in hindī हरियाणा; in pangiabi ਹਰਿਆਣਾ; [hərɪjaːɳaː]) è uno Stato federato dell'India settentrionale.

## Geografia fisica
Lo Stato di Haryana confina a nord-ovest con il Punjab, a nord-est con l'Himachal Pradesh, ad est con l'Uttaranchal, l'Uttar Pradesh e con il territorio di Delhi, confina a sud ed a ovest confina il Rajasthan.
Il territorio è prevalentemente pianeggiante. È delimitato a oriente dal fiume Yamuna che, scorrendo da nord a sud, segna tutto il confine orientale a eccezione dell'area occupata dal territorio di Delhi. Numerosi affluenti del fiume Yamuna scorrono nella pianura centrale dello Stato. A occidente scorre verso sud-ovest il fiume Ghaggar. L'area sud-occidentale presenta un territorio semi-arido. Il territorio montuoso è relegato al nord-est, dove si eleva la catena del Siwalik, e a sud, dove si elevano le propaggini settentrionali delle colline Arawalli.
Lo Stato ospita i parchi nazionali di Kalesar e Sultanpur.

### Città principali

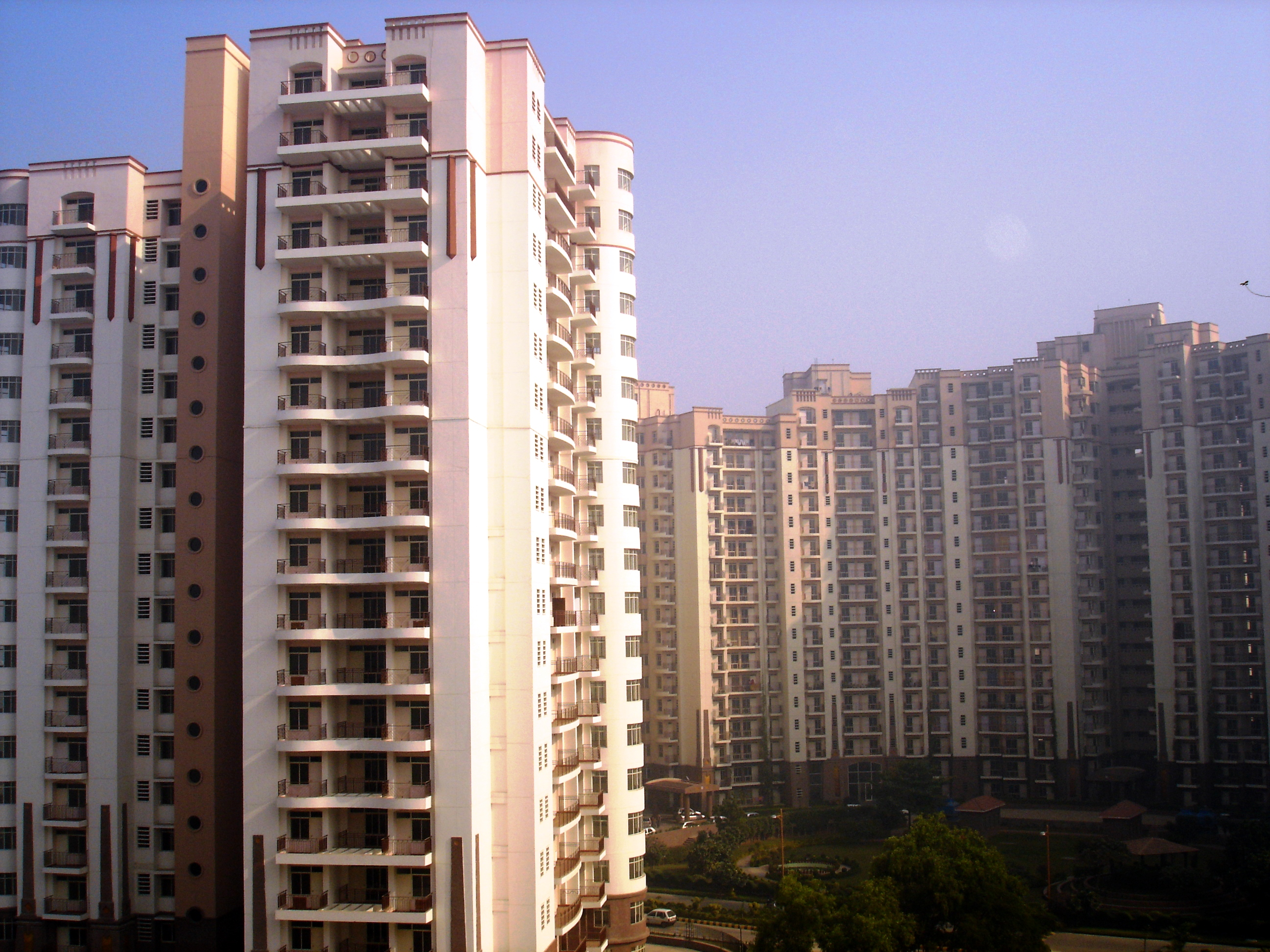
Nuovi edifici a Gurgaon

(Fonte: Censimento 2001)
| Città        | Popolazione |
| ------------ | ----------- |
| Faridabad    | 1.054.981   |
| Rohtak       | 286.773     |
| Panipat      | 261.665     |
| Hisar        | 256.810     |
| Sonipat      | 216.213     |
| Karnal       | 210.476     |
| Yamuna Nagar | 189.587     |
| Gurgaon      | 173.542     |
| Bhiwani      | 169.424     |
| Sirsa        | 160.129     |
| Panchkula    | 140.992     |
| Ambala       | 139.222     |
| Jind         | 136.089     |
| Thanesar     | 120.072     |
| Bahadurgarh  | 119.839     |

## Storia

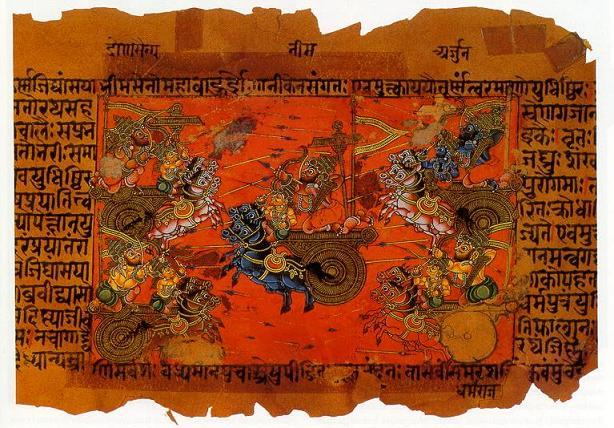
Illustrazione da un manoscritto che descrive l'epica battaglia di Kurukshetra.

Il Mahābhārata, poema epico indiano, cita diverse località nell'attuale Stato di Haryana. Tra queste, il distretto di Kurukshetra, in cui si svolse l' omonima guerra.
Durante la dominazione britannica, gran parte del territorio si trovava nella provincia del Punjab.
Lo Stato attuale nasce il 1º novembre del 1966, con la separazione della parte meridionale del Punjab, a maggioranza hindī, dal resto della regione. Chandigarh, sul confine di due Stati, fu scelta quale capitale di entrambi, acquisendo lo status di Territorio dell'Unione.

## Religione e lingue
Al censimento del 2021, lo Stato contava 28 000 000 abitanti. La religione predominante è quella induista, praticata dal 52% della popolazione. Seguono i sikh con il 44% e i musulmani con il 4%. 
Le lingue ufficiali sono l'hindī, l'inglese e la pangiabi.

## Geografia antropica

### Suddivisioni amministrative
Lo Stato è suddiviso in 4 divisioni amministrative (Ambala, Rohtak, Gurgaon, Hisar) e in 21 distretti.

I distretti sono:
- Ambala
- Bhiwani
- Faridabad
- Fatehabad
- Gurgaon
- Hisar
- Jhajjar

- Jind
- Kaithal
- Karnal
- Kurukshetra
- Mahendragarh
- Mewat
- Palwal

- Panchkula
- Panipat
- Rewari
- Rohtak
- Sirsa
- Sonipat
- Yamuna Nagar

## Economia
L'agricoltura impiega ancora oltre l'80% della forza lavoro. Tra le colture principali vi sono il riso, il grano, il cotone e la canna da zucchero.
Importante è l'allevamento bovino e dei bufali per la produzione di latte.
Lo Stato ha una industria particolarmente sviluppata nel settore tessile (lanifici e cotonifici) e nel settore meccanico dove primeggiano la Maruti Udyog nella produzione di autovetture e l'Hero Honda nella produzione di motocicli. 
Altre industrie meccaniche producono macchinari per l'agricoltura e biciclette. L'information technology sta avendo un notevole sviluppo negli ultimi anni. 

Altri settori industriali importanti riguardano l'industria elettronica e per produzione di strumenti scientifici, la produzione di cemento, acciaio, vetro, carta, pneumatici e la raffinazione del petrolio.